# ОШ „Свети Сава” Панчево
ОШ „Свети Сава” једна је од основних школа у Панчеву. Налази се у улици Војвођанска бб у приградском насељу Младост, удаљена око 3 километара од центра града. Име је добила по Светом Сави, првом архиепископу аутокефалне српске православне цркве. Представља једину школу Јужнобанатског управног округа у пројекту билингвалне наставе на енглеском и српском језику, тим је формиран 2011—2012, а настава је започета 1. септембра 2013.

## Историјат
Почела је са радом септембра 1989. године као четвороразредна школа у насељу Младост, као истурено одељење Основне школе „Исидора Секулић”. Након четири године, средствима града, саграђен је други део школске зграде намењен старијим разредима. Године 1992. школа добија име ОШ „Свети Сава”, у част српског просветитеља, архиепископа и светитеља Светога Саве и почиње са радом као самостална основна школа.

## Догађаји
Организују од 2008. године фестивал науке, по узору на Фестивал науке у Београду, општинско такмичење у шаху, као и разноврсна међушколска спортска такмичења. Ученици су освојили треће место у категоријама Визуелна уметност и Књижевност на 5. Бијеналу уметничког дечијег израза, треће на литерарном конкурсу „Богатство различитости” и ликовном-литерарном конкурсу КУД „Караџић”.
Догађаји основне школе „Свети Сава”:
- Европски дан језика[5]
- Дан планете Земље[6]
- Дан заштите животиња[5]
- Дан толеранције[5]
- Дан дечијих права[5]
- Дан поезије[5]
- Дан Европе[5]
- Дан матерњег језика[5]
- Дан борбе против трговине људима[5]
- Дан победе над фашизмом[5]
- „Дани авантуре у Панчеву”[5]
- Дан просветних радника[7]
- Дан Организације уједињених нација[7]
- Дечија недеља[5]
- Светски дан превенције против насиља, злостављања и занемаривања деце[5]
- Светски дан књиге и ауторских права[6]
- Светски дан детета[5]
- Светски дан учитеља[5]
- Светски дан Рома[5]
- Светски дан животне средине[5]
- Међународни дан жена[5]
- Међународни дан толеранције[5]
- Међународни дан писмености[5]
- Међународни дан дечје књижевности[5]
- Међународни дан књиге за децу[5]
- Међународни дан Уницефа[5]
- Међународни хуманитарни дан[8]
- Међународни дан очувања озонског омотача[5]
- Школска слава Свети Сава[2]
- Кампања „Пажљивко”[5]
- Хуманитарне акције у организацији Црвеног крста[2]
- Акција „Чепом до осмеха”[6]
- Акција „Очистимо Србију”[5]
- Акција „Ноћ музеја”[5]
- Мала креативна радионица[9]
- Радионица „Мање смећа – већа срећа”[5]
- Радионица „Весели зечићи”[5]
- „Радионица баснописаца”[6]
- Еколошка радионица „Еколошка писменост – учење о природи у природи”[5]
- Пројекат „Стари занати за ново доба”[6]
- Пројекат „Велики дневник читања”[5]
- Пројекат „Међународно испитивање развоја читалачке писмености у четвртом разреду основне школе”[6]
- Конкурс „Моја породица – Моја слобода”[5]
- Спортско такмичење „Брзином до звезда”[6]
- Спортом против дроге[5]
- Предавање за родитеље „Наркоманија”[5]
- Предавање „Деца и родитељи у спорту”[10]
- Предавање „Наука лака као музика”[10]
- Предавање „Безбедност деце на интернету”[5]
- Новогодишњи хуманитарни вашар[5]